# Tarouquela
Tarouquela és una freguesia portuguesa del municipi de Cinfães, amb 6,65 km² d'àrea i 1.242 habitants (en el cens del 2011). La densitat de població n'és de 186,8 hab/km².
Va ser un municipi, extint a finals del segle xvii, i passà a integrar el municipi de Sanfins fins a la seua extinció a l'octubre de 1855, data en què s'integrà al municipi de Cinfães.

## Població
| Població de la freguesia de Tarouquela | Població de la freguesia de Tarouquela | Població de la freguesia de Tarouquela | Població de la freguesia de Tarouquela | Població de la freguesia de Tarouquela | Població de la freguesia de Tarouquela | Població de la freguesia de Tarouquela | Població de la freguesia de Tarouquela | Població de la freguesia de Tarouquela | Població de la freguesia de Tarouquela | Població de la freguesia de Tarouquela | Població de la freguesia de Tarouquela | Població de la freguesia de Tarouquela | Població de la freguesia de Tarouquela | Població de la freguesia de Tarouquela |
| -------------------------------------- | -------------------------------------- | -------------------------------------- | -------------------------------------- | -------------------------------------- | -------------------------------------- | -------------------------------------- | -------------------------------------- | -------------------------------------- | -------------------------------------- | -------------------------------------- | -------------------------------------- | -------------------------------------- | -------------------------------------- | -------------------------------------- |
| 1864                                   | 1878                                   | 1890                                   | 1900                                   | 1911                                   | 1920                                   | 1930                                   | 1940                                   | 1950                                   | 1960                                   | 1970                                   | 1981                                   | 1991                                   | 2001                                   | 2011                                   |
| 769                                    | 781                                    | 859                                    | 815                                    | 885                                    | 871                                    | 1 054                                  | 1 073                                  | 1 065                                  | 1 090                                  | 1 101                                  | 1 187                                  | 1 251                                  | 1 339                                  | 1 242                                  |

## Patrimoni
- Església de Santa Maria Maior (Tarouquela)
- Ermita de Sâo Sebastiâo
- Vil·la romana de Passos
- Castell